# Jonathan Green (médecin)
Jonathan Green est un professeur britannique de psychiatrie des enfants et des adolescents, à l'Université de Manchester. 
Il est spécialiste des troubles du spectre de l'autisme. Il a codirigé la première étude au Royaume-Uni sur le syndrome d'Asperger pour la CIM, et a écrit des études sur le développement social et langagier des personnes autistes, les comorbidités, et l'intervention thérapeutique,,.
En 2015, Green dirige un suivi de 54 jeunes enfants depuis la petite enfance pour comprendre comment l'autisme se développe durant les premières années de l'enfance, et ce qui se passe pendant les mois et les années précédant le diagnostic.